# Defensie Bewakings- en BeveiligingsOrganisatie

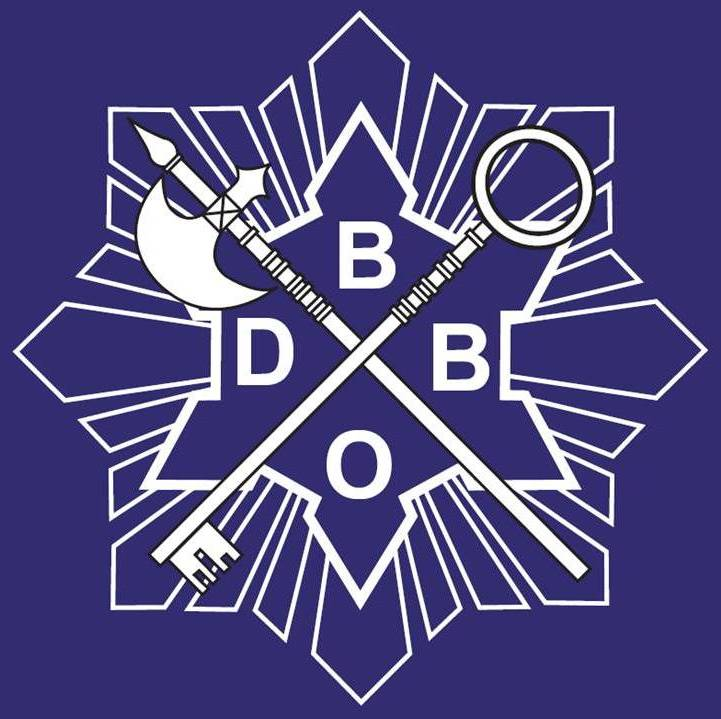
Landelijk embleem van de Defensie Bewakings- en beveiligingsOrganisatie

De Defensie Bewakings- en BeveiligingsOrganisatie (DBBO) is een onderdeel van het Ministerie van Defensie (Nederland). De DBBO is per 1 januari 2011 opgericht. Deze organisatie is een zogenoemd 24-uurs bedrijf (vol continu bedrijf) en valt onder het Defensie Ondersteuningscommando.
Vóór de komst van de DBBO waren de Defensieonderdelen zelf verantwoordelijk voor de beveiliging en bewaking van hun objecten. Door de bewakings- en beveiligingstaken onder te brengen binnen 1 centrale organisatie wordt er Defensiebreed een uniforme werkwijze gehanteerd.
Aanleiding voor de oprichting van de DBBO is het Besluitvormingsmemorandum (BVM) 2008 maatregel 1-10, waarin een aanzet is gegeven om van alle bewakings- en beveiligingstaken binnen Defensie, één organisatie te maken.
De DBBO is verantwoordelijk voor de uitvoering van de bewakings- en beveiligingstaken binnen Defensie (Rijkswet geweldgebruik bewakers militaire objecten). Als tweede hoofdtaak adviseert de DBBO over de organisatorische, bouwkundige en elektronische (OBE) beveiligingsmaatregelen voor de gehele Defensieorganisatie.
Primair houdt de DBBO zich bezig met vier kerntaken: Patrouillegang, Interventie, Toegangscontrole en First-Response (geen BHV, wel EHBO).

## Organisatie
Tot medio 2016 viel DBBO onder de Divisie Vastgoed & Beveiliging, hierna is zij overgegaan naar de Divisie Facilitair, Logistiek en Beveiliging binnen het Defensie Ondersteuningscommando (DOSCO).
De DBBO bestaat uit drie beveiligingsregio’s (Zuid, Noord en West). Iedere regio heeft een eigen commandant. De beveiligingsregio's zijn onderverdeeld in acht beveiligingsgebieden, zeven verdeeld over Nederland en één in het Caribisch gebied. De beveiligingsgebieden zijn onderverdeeld in patrouillegebieden (laagste niveau).
De centrale staf is in Utrecht gevestigd, waar ook de commandant werkzaam is. Binnen de DBBO zijn in totaal meer dan 1800 werknemers werkzaam, daarvan is 90% burger en 10% militair.
De interventietaak wordt bewapend uitgevoerd door interventieteams die bestaan uit een mens/mens of mens/hond combinatie. Toegangscontrole wordt in sommige gevallen middels outsourcing bij particuliere beveiligingsorganisaties belegd. 
De bewapening bestaat uit een Glock 17, handboeien van het merk LIPS, en ( sinds eind 2021 ) de uitschuifbare wapenstok BONOWI EKA-51.
DBBO maakt voor het communiceren gebruik van het C2000 (gesloten) communicatienetwerk. Zij hebben hun eigen centrale meldkamer (CMK) te Stroe

## Commandanten
| Commandant                            | Van               | Tot en met        |
| ------------------------------------- | ----------------- | ----------------- |
| Kolonel Kmar. J. Budziak              | 1 januari 2011    | 30 april 2012     |
| Kolonel KL. drs. C.A.J. ten Anscher   | 1 mei 2012        | 22 september 2015 |
| Kolonel KLu. P. Herber EMSD           | 23 september 2015 | 23 augustus 2017  |
| Kolonel KL. A.G. Smit                 | 24 augustus 2017  | 03 november 2019  |
| Dhr. F. Aalbers (waarnemend CDT-DBBO) | 04 november 2019  | 31 maart 2020     |
| Kolonel KL. W.C. Roepers              | 1 april 2020      | 29 september 2022 |
| Kolonel KLu. B. Schmitz               | 30 september 2022 | heden             |